# 第一服務控股
第一服務控股（港交所：2107）是地產商當代置業旗下從事物業管理服務的公司，主要業務為在中國提供物業管理服務。
第一服務控股的前身是第一物業和第一人居。第一物業和第一人居先後分別在2016年及2018年在新三板上市，並在2019年除牌。
2020年10月，第一服務控股在香港進行公開招股，發行2.5億股，招股價介乎1.86至2.46港元，集資4.65至6.15億港元。

## 外部連結
- 第一服務控股 （页面存档备份，存于）